# Siuruanjoki
La rivière de Siurua (finnois : Siuruanjoki) est un cours d'eau des régions de  Laponie et d'Ostrobotnie du Nord en Finlande,,.

## Description
La rivière a son origine au sud de Simojärvi dans le lac Hietajärvi.
De là, elle coule dans les directions sud et ouest jusqu'à Yli-Ii, où elle se jette dans l'Iijoki après un parcours de 155 km.